# Ermidas-Sado
Ermidas-Sado és una freguesia portuguesa del municipi de Santiago do Cacém, amb 88,72 km² d'àrea i 2,206 habitants (2001). Densitat: 24,9 hab/km². Fou elevada a vila el 12 de juliol de 2001, sota el nom d'Ermidas do Sado.